# Roger Nicolet
Pour les articles homonymes, voir Nicolet (homonymie).
 (octobre 2018).
Roger Nicolet, né le 18 décembre 1931 à Bruxelles et mort le 18 janvier 2020 à Austin (Québec), est un ingénieur de génie civil belge d'origine suisse. 
Au cours de sa carrière, il aura supervisé plusieurs grands projets et désastres du Canada et autres pays tel que les inondations du Saguenay (1996), la tempête de verglas en 1998, la tour du CN, la place Ville-Marie et la pyramide du Louvre à Paris. Il se distingue également dans sa vie politique en tant que maire d'Austin et préfet à la MRC.

## Biographie

### Études et carrière
Roger Nicolet est diplômé de l'École polytechnique fédérale de Zurich  en 1954, puis de l'École polytechnique de Montréal en 1956.
Chercheur pour l'École polytechnique de Montréal au département de résistance des matériaux en 1955-1956, il travaille par la suite, en 1957-1958, pour Brett, Ouellette, Blauer & Associés, ingénieurs conseils, comme responsable de l'étude et de la vérification de problèmes de structure sur les ponts levants de la voie maritime du Saint-Laurent, puis comme gérant du projet du complexe de la place Ville-Marie, à Montréal. Entre 1958 et 1962, il réalise également pour le compte de Brett & Ouellette, une étude préliminaire pour la traversée du fleuve Saint-Laurent par la route transcanadienne, et coordonne en 1963 l'étude puis le début de la construction du tunnel Louis-Hippolyte-Lafontaine pour le compte de la Société d'ingénieurs conseils de Boucherville.
Nicolet préside, à partir de 1964, la société Nicolet Chartrand Knoll limitée. Il assume la responsabilité de plusieurs projets d'envergure, dont la place Bonaventure (1964-1967), le village olympique (1976) et la Place Montréal Trust (1988) à Montréal, la Royal Bank Plaza (1976) et la Tour CN (1973-1976) à Toronto (Canada), l'université du roi Abdulaziz (1967) à Djeddah (Arabie saoudite), la Pyramide du Louvre (1983-1988) à Paris (France), le Centre de commerce mondial de Beyrouth, ou encore la tour internationale de Téhéran .
Il assume le poste de président de l'Ordre des ingénieurs du Québec, de 1997 à 2002.

### Implication politique et dans la communauté
Roger Nicolet est maire de la municipalité d'Austin, de 1979 à 1994, et président de l'Union des municipalités régionales de comté et des municipalités locales, de 1985 à 1994. Il est également président du conseil d'administration de l'université de Sherbrooke entre 1995 et 1997.
Il participe à plusieurs commissions d'importance au Québec. Il est ainsi membre de la commission Bélanger-Campeau sur l'avenir constitutionnel du Québec (1990-1991), puis président de la commission d'enquête sur les inondations de 1996 dans la région de Saguenay (1996-1997), de la commission scientifique et technique chargée d'analyser les événements relatifs à la tempête de verglas survenue du 5 au 9 janvier 1998 (1998-1999) et de la commission d'enquête sur la mobilité dans la région de Montréal (2001-2003), et il est enfin membre de la commission d'enquête sur le viaduc de la Concorde (2006-2007). 

### Famille
Roger Nicolet a eu quatre enfants avec Lorraine Mercille (Viviane, Marc, Jannick et Éric).

## Distinctions
- 1974 : prix d'excellence de l'American Concrete Institute (en)
- 1976 : prix d'excellence du Prestressed Concrete Institute
- 1977 : prix d'excellence de l'Association des ingénieurs-conseils du Canada
- 1981 : Concrete Construction Award (Québec et Ontario) de l'American Concrete Institute
- 1989 : prix d'excellence de l'Association des ingénieurs-conseils du Canada
- 1992 : prix Mérite de l'Association des diplômés de l'École polytechnique de Montréal
- 1992 : Grand prix d'excellence de l'ordre des ingénieurs du Québec
- 1998 : Officier de l'Ordre national du Québec[2]
- 2000 : Doctorat honorifique en génie de l'Université de Sherbrooke
- 2001 : Fellows de l'ICI
- 2003 : prix Blanche-Lemco-Van Ginkel de l'Ordre des urbanistes du Québec
- 2009 : Fellow de la Société canadienne de génie civil
- 2009 : prix du Conseil interprofessionnel du Québec

### Sources
- « Roger Nicolet : Officier (1998) », Ordre national du Québec, 1998 (mis à jour en 2007).
- « Roger Nicolet : Docteur en génie », université de Sherbrooke, 28 octobre 2000